# BK Tsjevakata Vologda
Basketbolnyj kloeb Tsjevakata Vologda (Russisch: Баскетбольный клуб Во́логда-Чевака́та), is een vrouwenbasketbalteam uit de Russische stad Vologda. Ze spelen in de superliga B. De club speelt haar thuiswedstrijden in het Sportpaleis Vologda in Vologda.

## Geschiedenis
De club werd opgericht in 1995 onder de naam "Politechnik" (Политехник). In 1996 kreeg het team de naam "Tsjevakata" namens de zussen Tatjana Karamysjeva en Valentina Tsjerepanova. In 1997 krijgt de club haar huidige naam "Tsjevakata Vologda".
In 2001 won de club de bronzen medaille in het landskampioenschap van Rusland. Omdat ze voortdurend in de top acht eindigen, spelen ze vaak in de Europese toernooien. In 2018 werd Tsjevakata Landskampioen van Rusland in divisie C en promoveerde naar divisie B. In augustus 2019 nam Vladimir Krasjenin ontslag als hoofdtrainer, een week later werd Tatjana Karamysjeva aangesteld als nieuwe hoofdtrainer. In 2025 werd Tsjevakata Landskampioen van Rusland in divisie B.

## 10 augustus 2010
10 augustus 2010 zal voor altijd een zwarte bladzijde zijn in de geschiedenis van de club. Olga Jakovleva verdronk op het trainingskamp in Oekraïne in het zwembad. Ze was vierentwintig jaar.

## Erelijst
- Landskampioen Rusland: 
  - Derde: 2001

- Landskampioen Rusland: 1 (divisie B)
  - Winnaar: 2025
  - Tweede: 2023

- Landskampioen Rusland: 1 (divisie C)
  - Winnaar: 2018

## Bekende (oud-)spelers
| - Tatjana Abrikosova - Kristina Alikina - Anastasia Anderson - Anna Arestenok - Jelena Baranova - - Firoeza Bekmetova - Jevgenia Beljakova - Jelena Chartsjenko - Jelena Danilotsjkina - Jekaterina Demagina | - Nadezjda Grisjaeva - Olga Jakovleva - Maria Kalmykova - Anastasia Logoenova - Natalja Perevoznikova - Anna Petrakova - Tatjana Petroesjina - Albina Razjeva - Jekaterina Roezanova - Ljoedmila Sapova | - Maria Savina - Elen Sjakirova - Anastasia Sjilova - Aleksandra Sjtanko - Irina Sokolovskaja - Aleksandra Stoljar - Maria Toropova - Maria Tsjerepanova - Tatjana Vidmer - Jelena Volkova | - Jelena Vorozjtsova - - Katsjaryna Snytsina - Tamara Radočaj - - Glory Johnson - Natallja Martsjanka - Volha Padabed |

## Bekende (oud-)coaches
- Tatjana Karamysjeva(1995-2005, 2019-2020)
- Aleksandr Jermolinski(2006, 2009-2010)
- Boris Sokolovski(2006-2009)
- Olga Sjoenejkina(2010-2012)
- Dmitri Donskov(2012-2017)
- Vladimir Krasjenin(2017-2019)
- Mladen Manojlović(2020-2022)
- Viktor Danilov(2022-2023)
- Jevgeni Solovjev(2023-heden)

## Coaches per seizoen
| seizoen   | coach               |
| --------- | ------------------- |
| 1995-1996 | Tatjana Karamysjeva |
| 1996-1997 | Tatjana Karamysjeva |
| 1997-1998 | Tatjana Karamysjeva |
| 1998-1999 | Tatjana Karamysjeva |
| 1999-2000 | Tatjana Karamysjeva |
| 2000-2001 | Tatjana Karamysjeva |
| 2001-2002 | Tatjana Karamysjeva |
| 2002-2003 | Tatjana Karamysjeva |
| 2003-2004 | Tatjana Karamysjeva |
| 2004-2005 | Tatjana Karamysjeva |

| seizoen   | coach                                  |
| --------- | -------------------------------------- |
| 2005-2006 | Aleksandr Jermolinski Boris Sokolovski |
| 2006-2007 | Boris Sokolovski                       |
| 2007-2008 | Boris Sokolovski                       |
| 2008-2009 | Boris Sokolovski                       |
| 2009-2010 | Aleksandr Jermolinski                  |
| 2010-2011 | Olga Sjoenejkina                       |
| 2011-2012 | Olga Sjoenejkina                       |
| 2012-2013 | Dmitri Donskov                         |
| 2013-2014 | Dmitri Donskov                         |

| seizoen   | coach                                  |
| --------- | -------------------------------------- |
| 2014-2015 | Dmitri Donskov                         |
| 2015-2016 | Dmitri Donskov                         |
| 2016-2017 | Dmitri Donskov                         |
| 2017-2018 | Vladimir Krasjenin                     |
| 2018-2019 | Vladimir Krasjenin Tatjana Karamysjeva |
| 2019-2020 | Tatjana Karamysjeva                    |
| 2020-2021 | Mladen Manojlović                      |
| 2021-2022 | Mladen Manojlović                      |
| 2022-2023 | Viktor Danilov                         |

| seizoen   | coach            |
| --------- | ---------------- |
| 2023-2024 | Jevgeni Solovjev |
| 2024-2025 | Jevgeni Solovjev |